# إسحاق شميت
إسحاق شميت هو لاعب كرة قدم سويسري، ولد في 7 ديسمبر 1999.

## وصلات خارجية
- إسحاق شميت على موقع قاعدة بيانات كرة القدم.إي يو (الإنجليزية)
- إسحاق شميت على موقع Soccerway.com (الإنجليزية)
- إسحاق شميت على موقع عالم كرة القدم.نت (الإنجليزية)